# James Scudamore
James Scudamore (19 maggio 1976) è uno scrittore britannico.

## Biografia
Nato nel 1976, è cresciuto in Giappone, Brasile e Regno Unito.
Dopo la laurea in lettere moderne all'Università di Oxford, ha lavorato 4 anni nella pubblicità prima d'ottenere un M.A. in scrittura creativa all'Università dell'Anglia orientale.
Ha esordito nel 2006 con La gang degli smemorati, vincendo l'anno successivo il Somerset Maugham Award e in seguito ha pubblicato altri due romanzi: Heliopolis nel 2009 e Wreaking nel 2013.
Insegnante alla City University di Hong Kong e al Vermont College of Fine Arts, vive e lavora a Londra.

## Opere

### Romanzi
- La gang degli smemorati (The Amnesia Clinic, 2006), Roma : Newton Compton, 2007 traduzione di Tiziana Felici ISBN 978-88-541-0899-8.
- Heliopolis (2009)
- Wreaking (2013)

## Premi e riconoscimenti
- Dylan Thomas Prize: 2006 finalista con La gang degli smemorati
- Somerset Maugham Award: 2007 vincitore con La gang degli smemorati
- Booker Prize: 2009 nella longlist con Heliopolis